# Тринкомалі
Трикомалі (синг. තිරිකුණාමළය Tirikūṇamaḷaya, там. திருகோணமலை Tirukōṇamalai) — місто-порт на північно-східному березі Шрі-Ланки, в 110 милях (250 км) від Канді. Біля міста розташована військово-морська і військово-повітряна база Шрі-Ланки. Місто побудоване на півострові, що розділяє внутрішню та зовнішню гавані. Затока гавані Тринкомалі відома своєю досконалістю, адже підходить для всіх типів суден і вважається найбезпечнішою в усьому Індійському океані.
Тринкомалі є одним з основних центрів тамільської культури на острові.

## Клімат
Місто знаходиться у зоні, котра характеризується кліматом тропічних саван. Найтепліший місяць — травень із середньою температурою 30.6 °C (87 °F). Найхолодніший місяць — грудень, із середньою температурою 26.1 °С (79 °F).
| Клімат Тринкомалі       | Клімат Тринкомалі | Клімат Тринкомалі | Клімат Тринкомалі | Клімат Тринкомалі | Клімат Тринкомалі | Клімат Тринкомалі | Клімат Тринкомалі | Клімат Тринкомалі | Клімат Тринкомалі | Клімат Тринкомалі | Клімат Тринкомалі | Клімат Тринкомалі | Клімат Тринкомалі |
| Показник                | Січ.              | Лют.              | Бер.              | Квіт.             | Трав.             | Черв.             | Лип.              | Серп.             | Вер.              | Жовт.             | Лист.             | Груд.             | Рік               |
| Абсолютний максимум, °C | 32                | 32                | 37                | 38                | 38                | 37                | 37                | 38                | 40                | 38                | 37                | 32                | 40                |
| Середній максимум, °C   | 27                | 28                | 30                | 32                | 33                | 33                | 32                | 33                | 32                | 30                | 28                | 27                | 31                |
| Середня температура, °C | 26                | 27                | 28                | 30                | 30                | 30                | 30                | 30                | 29                | 28                | 27                | 26                | 28                |
| Середній мінімум, °C    | 25                | 25                | 26                | 27                | 27                | 27                | 27                | 26                | 26                | 26                | 25                | 25                | 26                |
| Абсолютний мінімум, °C  | 16                | 20                | 20                | 18                | 20                | 20                | 20                | 21                | 20                | 20                | 18                | 20                | 16                |
| Норма опадів, мм        | 170               | 70                | 40                | 50                | 60                | 20                | 50                | 100               | 100               | 220               | 350               | 350               | 1630              |
| ----------------------- | ----------------- | ----------------- | ----------------- | ----------------- | ----------------- | ----------------- | ----------------- | ----------------- | ----------------- | ----------------- | ----------------- | ----------------- | ----------------- |
| Джерело: Weatherbase    |                   |                   |                   |                   |                   |                   |                   |                   |                   |                   |                   |                   |                   |

## Туристичні принади
Місто має пляжі для серфінгу, підводного плавання та риболовлі. Тринкомалі відоме серед туристів можливістю спостереження за китами.